# Antonio Carini (medico)
Antonio Carini (Sondrio, 1872 – Milano, 1950) è stato un batteriologo italiano.
Dopo essersi laureato in medicina a Pavia (dove fu peraltro alunno del Collegio Ghislieri) lavorò come ricercatore e professore in Brasile ed in Italia ed è noto per aver scoperto il parassita Pneumocystis carinii che provoca la Pneumocistosi.